# Rutilio Manetti
Rutilio Manetti (Siena, 1º gennaio 1571 – Siena, 22 luglio 1639) è stato un pittore italiano, tra i più prolifici esponenti del Seicento senese.

## Biografia

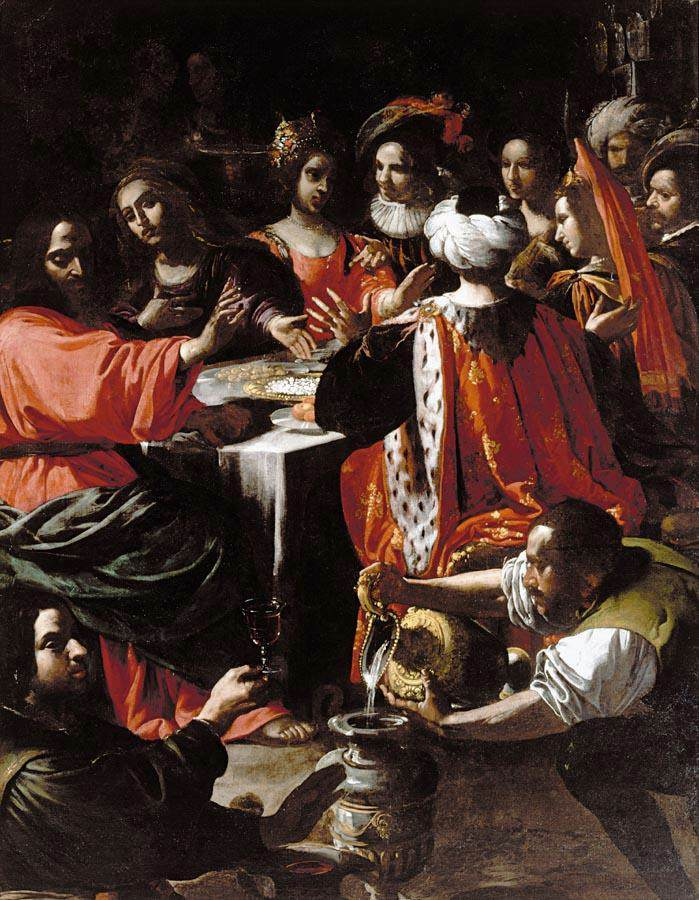
Le Nozze di Cana (1620), olio su tela, 219 x 170 cm, collezione privata

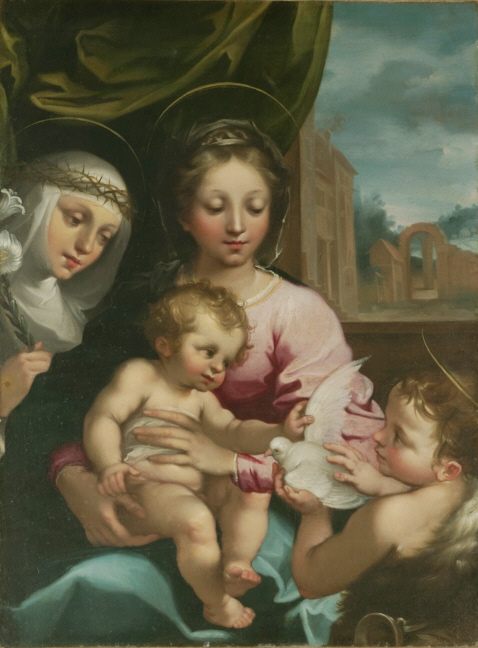
Madonna col Bambino con gli infanti san Giovanni Battista e santa Caterina da Siena (1610), olio su tela, 101 x 75 cm, Yale University Art Gallery, New Haven (USA)

Allievo di Ventura Salimbeni e Francesco Vanni, fu tra i primi artisti a risentire delle novità di Federico Barocci, in particolare per quanto riguarda lo studio degli affetti e la resa aggraziata degli sfumati. Dal 1615 si avvicinò al naturalismo caravaggesco (con cui forse era entrato in contatto durante un viaggio a Roma) realizzando, oltre a soggetti religiosi, tele con temi tipici dei caravaggeschi, come banchetti e concerti (ne è un esempio la tela Musicisti e giocatori di carte 1626 ca.).
Durante il periodo della Reggenza fiorentina (cioè quando, morto Cosimo II nel 1621, il governo era in mano alla vedova Maria Maddalena d'Austria e alla sua suocera, Cristina di Lorena), lavorò per la corte medicea. Fu chiamato prima dal cardinale Carlo de' Medici, fratello di Cosimo II, che aveva commissionato ai migliori artisti fiorentini e senesi un ciclo di tele con temi tratti da Ovidio, Ludovico Ariosto e Torquato Tasso per il suo Casino Mediceo di San Marco, a Firenze: per questo ciclo Manetti dipinge Ruggero alla corte di Alcina (Galleria Palatina, 1624). Quasi contemporaneamente (e forse su suggerimento di Carlo stesso che nel 1623 è incaricato dalla Reggente di reperire le tele sul mercato romano) lavorò per Maria Maddalena. Per lei realizzò il dipinto Sofonisba e Massinissa 1623-24, ora agli Uffizi, destinato alla Sala delle Udienze della Villa di Poggio Imperiale, residenza della Reggente, che per la villa aveva commissionato quattro dipinti con soggetti femminili, a completamento della decorazione ad affresco fatta da vari pittori fiorentini e dedicata a regine e imperatrici antiche e moderne, importanti per la storia della Cristianità; tutte le tele risultano già collocate nella Sala nel marzo del 1625. Forse sempre su richiesta di Maria Maddalena dipinge Estasi della Maddalena, conservato alla Galleria Palatina, opera emblematica per l'adesione al linguaggio caravaggesco.
Le sue opere principali sono il ciclo senese di affreschi dell'oratorio di San Rocco della contrada della Lupa, con Storie di san Rocco (1605-1610), Sant'Alessandro liberato dall'angelo (1625), Riposo in Egitto, Allegoria delle Vanità, L'Indemoniata e I tre bevitori.
Sono da segnalare anche una Assunzione della Vergine (1632), nell'abbazia di San Mercuriale a Forlì, e Dante e Virgilio varcano le porte dell'Inferno, olio su tela di poco meno di tre metri per più di due, dipinto conservato nella Pinacoteca Nazionale di Siena.
Nella sagrestia della chiesa di San Giovanni Evangelista (San Giovanni a Cerreto) si conserva una notevole tela datata 1609 e a lui attribuita, raffigurante la Madonna col Bambino e i santi Giovanni Evangelista e Nicola di Bari.
Suo figlio, Domenico Manetti, fu un suo seguace.

## Opere
- L'estasi di santa Maria Maddalena, 1627, chiesa di Saint-Eustache, Parigi, Francia
- Battesimo di Gesù, 1600, chiesa di San Giovannino della Staffa, Siena
- Martirio di san Giacomo, 1605, chiesa di San Giacomo, Siena
- Storie di san Rocco (insieme a Crescenzio Gambarelli), oratorio di San Rocco, Siena
- Stigmatizzazione di Santa Caterina da Siena, 1630, Santuario di Santa Caterina, Chiesa del Crocifisso, Siena
- Assunzione della Vergine con i santi Albano e Pietro , 1608, Museo di arte sacra della Val d'Arbia, Buonconvento
- Sposalizio della Madonna, 1612, collegiata di San Martino, Sinalunga, Siena
- Storie di sant'Antonio abate (insieme ad altri artisti coevi), oratorio dell'Arciconfraternita della Misericordia, Siena
- Dio Padre, 1620 circa, oratorio di san Bernardino, Siena
- Santa Cecilia che suona l'organo, 1618-1626, Museo archeologico nazionale di Taranto
- San Giovanni Battista, 1620-1630, oratorio di San Bernardino (Siena), Siena
- Ecce Homo, 1620-1630, Museo di arte sacra della Val d'Arbia, Buonconvento
- Massinissa e Sofonisba, 1624-1625 Gallerie degli Uffizi, Firenze
- Amore vittorioso, 1625, Galleria nazionale d'Irlanda, Dublino, Irlanda
- Il Tempo strappa le ali ad Amore, collezione privata
- Natività di Maria, 1625, basilica di San Clemente in Santa Maria dei Servi, Siena
- Crocifissione, 1625, chiesa di san Giacomo, Siena
- Sant'Antonio abate che libera un'indemoniata, 1628, basilica di san Domenico, Siena
- Crocifissione, 1630, chiesa di San Sebastiano in Vallepiatta, Siena
- Sant'Antonio Abate tentato dal demonio, 1630 circa, chiesa di Sant'Agostino, Siena
- Resurrezione, 1631, Museo dell'Opera del Duomo, Siena
- Miracolo del beato Salvatore da Orta, 1635, Museo nazionale di Villa Guinigi, Lucca

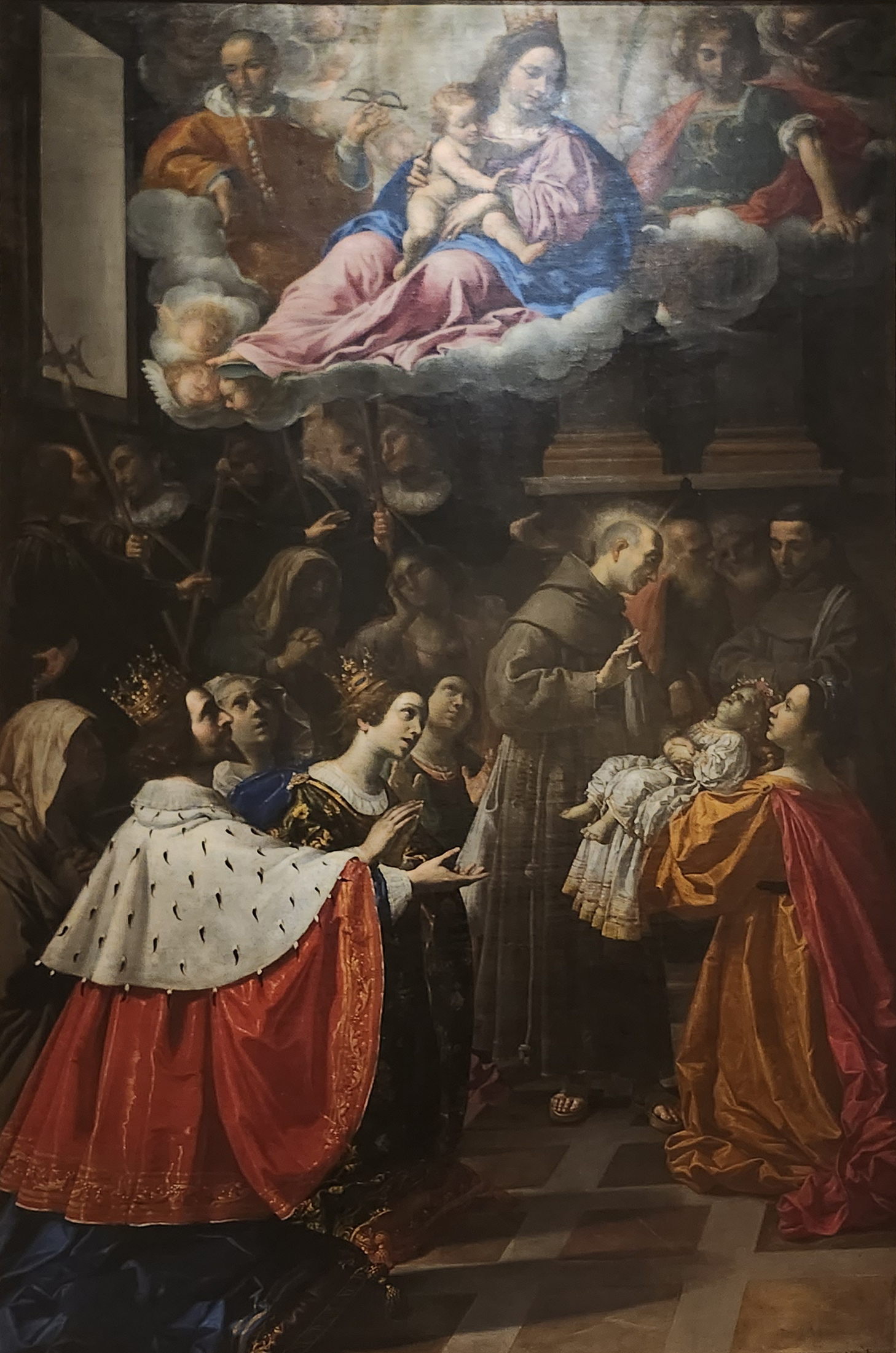
Miracolo del beato Salvatore da Orta, Museo nazionale di Villa Guinigi, Lucca

- Visitazione, 1635, palazzo Arcivescovile di Siena
- San Girolamo nel suo studio, 1637-1639, Museo archeologico e della collegiata, Casole d'Elsa
- San Giovanni Battista addita il Redentore ai Farisei, 1639, chiesa di San Giovannino della Staffa, Siena
- Visione di san Felice da Cantalice, 1630-1640, museo di palazzo Corboli, Asciano
- Messa di san Cerbone, collegiata di Santa Maria in Provenzano, Siena
- Riposo durante la fuga in Egitto, chiesa di San Pietro alle Scale, Siena
- Tre Marie e san Giovanni evangelista sotto la Croce, chiesa e convento di San Niccolò del Carmine, Siena
- Dante e Virgilio, Pinacoteca nazionale di Siena
- Martirio di sant'Ansano, Pinacoteca nazionale di Siena
- Incoronazione della Vergine e santi, Pinacoteca nazionale di Siena
- Susanna e i vecchioni, Pinacoteca nazionale di Siena
- Sacra famiglia, Pinacoteca nazionale di Siena
- Cinque piccoli quadretti con Santa Caterina che scrive, San Giovannino nel deserto, San Bernardino che scrive, San Matteo e San Bernardino che predica, Pinacoteca nazionale di Siena
- Gioacchino ed Anna insegnano la lettura a Maria, Pinacoteca nazionale di Siena
- San Giovannino e Gesù Bambino, chiesa di San Giovannino della Staffa, Siena
- Predica del Battista, chiesa di San Giovannino della Staffa, Siena
- Crocifissione, chiesa di San Niccolò in Sasso, Siena
- Pentecoste, chiesa di San Niccolò in Sasso, Siena
- Visitazione, battistero di Siena
- Coronazione di spine, Altare Ballocchi, chiesa dei Santi Prospero e Filippo, Pistoia
- Pentecoste, chiesa di San Niccolò in Sasso, Siena
- Quattro santi, affreschi chiesa di Santo Spirito, Siena
- Annunciazione, collegiata di Santa Maria Assunta, Casole d'Elsa
- Natività, concattedrale dei Santi Alberto e Marziale, Colle di Val d'Elsa
- Decapitazione di san Paolo, Galleria nazionale di arte antica, Roma
- Cattura di san Pietro[1], collezione privata.